# Havana Solaun
Havana Solaun, född den 23 februari 1993, är en jamaicansk fotbollsspelare som spelar för Klepp IL i Norge. Den 18 juni 2019 gjorde Solaun Jamaicas första VM-mål någonsin vilket skedde i matchen mot Australien under VM i Frankrike.